# Олімпійська печера (Росія, Челябінська область)
Олімпійська (рос. Олимпийская) — печера в Челябінській області Росії, на Південному Уралі. Печера вертикального типу простягання. Загальна протяжність — 273 м. Глибина печери становить 65 м. Категорія складності проходження ходів печери — 2А.